# 鴿子 (專輯)
《鴿子》是臺灣歌手楊宗緯個人第一張專輯。由周佳佑、黃韻玲、林邁可、五月天的阿信、蕭煌奇、蔡健雅、李偉菘等知名音樂人，聯手打造多元曲風的全新創作專輯。這張專輯從2007年7月分開始籌劃，多位製作人稱道楊宗緯的唱功了得，錄製工作進行非常順利，僅僅3星期就完成。
首波預購主打《鴿子》，概念源自於楊宗緯的想法，他表示：「這一路的過程，我最想感謝的是我的『鴿迷』，無論發生任何事情，他們始終對我不離不棄。」

## 曲目
| 曲序 | 曲名           | 作詞           | 作曲               | 編曲               | 製作          | 備註                         |
| ---- | -------------- | -------------- | ------------------ | ------------------ | ------------- | ---------------------------- |
| 1    | 《讓》         | 姚若龍         | 蕭煌奇             | Wave G             | 周佳佑        | 第二主打                     |
| 2    | 《幸福的風》   | 陶晶瑩         | 謝布暐             | 鍾興民             | 黃韻玲        | 第三主打                     |
| 3    | 《鴿子》       | 鄭中庸         | 林邁可             | 林邁可             | 林邁可        | 首播主打                     |
| 4    | 《洋蔥》       | 阿信           | 阿信               | 周恆毅             | 周佳佑 周恆毅 | 第四主打、電視劇愛的秘笈插曲 |
| 5    | 《重來好不好》 | 鄭中庸         | 黃韻玲             | 鍾興民             | 黃韻玲        |                              |
| 6    | 《One Day》    | 何厚華、楊宗緯 | 周傳雄             | 洪信傑             | 周佳佑        |                              |
| 7    | 《誰會改變我》 | 吳向飛         | Kevin & Sean Kumar | Kevin & Sean Kumar | Jim Lee       |                              |
| 8    | 《存愛》       | 鄭中庸、周佳佑 | 溫偉傑             | Wave G             | 周佳佑        |                              |
| 9    | 《對愛渴望》   | 管啟源         | 蔡健雅             | 鍾興民             | 黃韻玲        | 第五主打                     |
| 10   | 《回憶沙漠》   | 易家揚         | 李偉菘             | 黃銘源             | 李偉菘        |                              |
| 11   | 《你看》       | 楊宗緯         | 黃韻玲             | 鍾興民             | 黃韻玲        |                              |

## 音樂錄影帶
- 總共有5首歌曲《鴿子》《讓》《洋蔥》《對愛渴望》與《幸福的風》，拍攝音樂錄影帶。

## 專輯名稱
楊宗緯在《超級星光大道》參賽期間，在他的部落格上發表了一篇網誌，其中有一段內容把自己比擬為「銅像」，支持他的歌迷就好比駐守在銅像上的「鴿子」。
我也許希望自己像個銅像，指標性地矗立在那裡。但我最在乎的，呵，可是那些每天飛到我身上，感情真摯的鴿子。若有天我倒下了，迴首時情牽的，也是他們。
從此楊宗緯的歌迷就自稱為「鴿子」，有時也稱為「鴿迷」，家族稱為「鴿窩」，並且把楊宗緯稱為「鴿王」。楊宗緯感謝他的「鴿迷」的不離不棄，在預購專輯的文宣物品上，還寫下文案「獻給那些耐心等待為我喝彩的鴿子們～」。

## 實體包裝
2008年1月11日發行初版
- 音樂 CD（1片裝）
  - 附贈36頁「楊宗緯錄音手札」珍藏楊宗緯錄音心情手稿、照片、插畫
- 海報 （預購版）

2008年2月29日發行CD+DVD影音升級慶功版
- 收錄5首主打MV《鴿子》《讓》《洋蔥》《幸福的風》《對愛渴望》

## 電臺播放
- 2007年12月26日 HitoRadio HitFM聯播網《鴿子》首播
- 2008年1月10日 飛碟電台「楊宗緯日」整天播出新專輯的所有曲目

## 線上點播
- 2007年12月28日 ezPeer+ 將《鴿子》45秒的副歌版提供給網試聽，從中午開始至下午5時止[2]。
- 從2007年12月28日開始，蟬聯 ezPeer+ 華語專輯排行榜16週冠軍。

## 銷售推廣
預購活動
- 2007年12月25日開放預購，不到2天預購已超過5千張[3]。預購活動在2008年1月10日截止日，新專輯預購量達3萬多張[4]。
- 2007年12月博客來音樂館銷售排行榜冠軍

宣傳活動
- 2008/01/01 桃園市 多功能藝文區
- 2008/01/05 台中市 新光三越百貨
- 2008/01/05 高雄市 大遠百百貨
- 2008/01/06 台北市 台北車站南二門廣場
- 2008/01/12 台南市 新光三越新天地
- 2008/01/12 台中市 廣三Sogo
- 2008/01/13 台北市 西門町聯合醫院前廣場
- 2008/01/13 桃園縣 統領百貨
- 2008/01/19 中壢市 玫瑰唱片
- 2008/01/19 新竹市 新光三越
- 2008/01/26 屏東市 太平洋Sogo
- 2008/01/26 高雄市 漢神百貨

## 創造記錄
預購記錄
- 首位新人預購登上7-Eleven全國通路，一般只有銷售保證的歌手，才能在7-Eleven全國通路接受預購
- 首位凌晨辦握手會的歌手，在跨年倒數後，緊接在原場地（桃園縣多功能藝文區）辦預購握手會

銷售記錄
- G-music 玫瑰大眾風雲榜 連續在榜40週，9週第一名，年度第4名（佔臺灣音樂實體通路50%）
- 五大華語暢銷排行榜 2週第一名，年度第6名
- 佳佳唱片 銷售排行榜 2週第一名
- EzPeer+ 專輯排行榜 16週第一名，年度專輯第1名
- EzPeer+ 單曲排行榜 曾經共有9首入單曲榜前十名，年度單曲《洋蔥》第1名，《對愛渴望》第4名，《幸福的風》第7名，《鴿子》第10名
- 蘋果線上 音樂風雲榜 6週第一名
- Hito Radio FM91.7 Hito中文榜 5週第一名
- Kiss華語排行榜 7週第一名
- UFO飛碟幽浮勁碟排行榜 7週第一名
- MTV台 封神榜 2週第一名
- MTV台 暢銷金榜 2週第一名
- Channel [V] 音樂飆榜 第一名
- 新加坡Radio1003優勢流行榜2週第一名
- 馬來西亞988排行榜2週第一名
- 博客來華語音樂月排行榜 第一名
- 大潤發CD暢銷排行榜  第一名
- 家樂福CD暢銷排行榜
- 新加坡2008年度 華語專輯銷售榜 第七名

## 得獎
- UFO飛碟幽浮勁碟排行榜 2008年終榜 【鴿子】專輯 第一名
- Hitfm 2008年度百首單曲 《洋蔥》 第一名 [5]
- Hitfm 2008年度百首單曲 《鴿子》 第5名
- Hitfm 2008年度百首單曲 《幸福的風》 第12名
- 新加坡 Y.E.S 933FM 醉心龍虎榜 停榜最久金曲 《洋蔥》
- 新加坡 Y.E.S 933FM 醉心龍虎榜 十大最受歡迎金曲 《洋蔥》
- 新加坡 Y.E.S 933FM 2008年度頂尖100單曲榜 《鴿子》 第一名
- 香港 TVB主辦的 2008年度勁歌金曲 最受歡迎華語歌曲獎入圍《鴿子》《洋蔥》 [6]

## 相關連結
- 星光同學會-超級星光大道10強紀念合輯.
- 愛星光精選-昨天今天明天

## 外部連結
- 華納唱片專輯介紹